# Кременчуцьке вище професійне училище № 7
Ви́ще професі́йне учи́лище № 7 м. Кременчука — навчальний заклад у Кременчуці, заснований у 1979 році.

## Історія
- 14 травня 1979 року було відкрито середнє міське професійно-технічне училище № 7 з метою підготовки робітників для Кременчуцького автомобільного заводу.
- 1 серпня 1992 року ПТУ № 7 м. Кременчука реорганізовано у вище професійне училище № 7.
- 26 квітня 1994 року при училищі відкритий спільно з німецькими фахівцями модельний центр професійної підготовки робітників та спеціалістів для машинобудівної промисловості України та підприємств міста Кременчука.
- 9 червня 1998 року відповідно до рішення ДАК МОН України протокол № 14 ВПУ № 7 визнано атестованим з напряму професій, за якими здійснюється підготовка кваліфікованих робітників.
- У 2000 році училище пройшло ліцензування та акредитацію (в числі перших п'яти ВПУ України)
- У 2004 році училище пройшло повторно ліцензування та акредитацію.
- У 2005 році училище визнано атестованим з відзнакою за рівнем освітньої діяльності загальноосвітнього навчального закладу ІІІ ст.
- 1 серпня 2006 року до ВПУ № 7 було приєднано ПТУ № 2, з метою оптимізації мережі ПТНЗ.

## Освітня діяльність
Училище готує кваліфікованих робітників та молодших спеціалістів за наступними професіями та спеціальностями:
- Електрозварювальник на автоматичних та напівавтоматичних машинах.
- Електрогазозварник.
- Контролер зварювальних робіт.
- Електромонтер з ремонту та обслуговування електроустатакування.
- Оператор верстатів з програмним управлінням.
- Налагоджувальник верстатів і маніпуляторів із програмним управлінням.
- Верстатник широкого профілю.
- Оператор з обробки інформації та програмного забезпечення.
- Оператор комп'ютерного набору, обліковець (реєстратор бухгалтерських даних)
- Технологія обробки матеріалів на верстатах і автоматичних лініях /молодший спеціаліст/.
- Обслуговування верстатів з програмним управлінням і робототехнічних комплексів /молодший спеціаліст/.
- Технологія зварювальних робіт /молодший спеціаліст/..

На базі ВПУ № 7 у 2016 році за сприяння організації RememberUs.org відкрито кімнату-музей Другої світової війни та Голокосту.

## Постаті
Випускником училища є Назаренко Дмитро Миколайович — сержант міністерства внутрішніх справ України, учасник російсько-української війни.